# Toshinori Muto

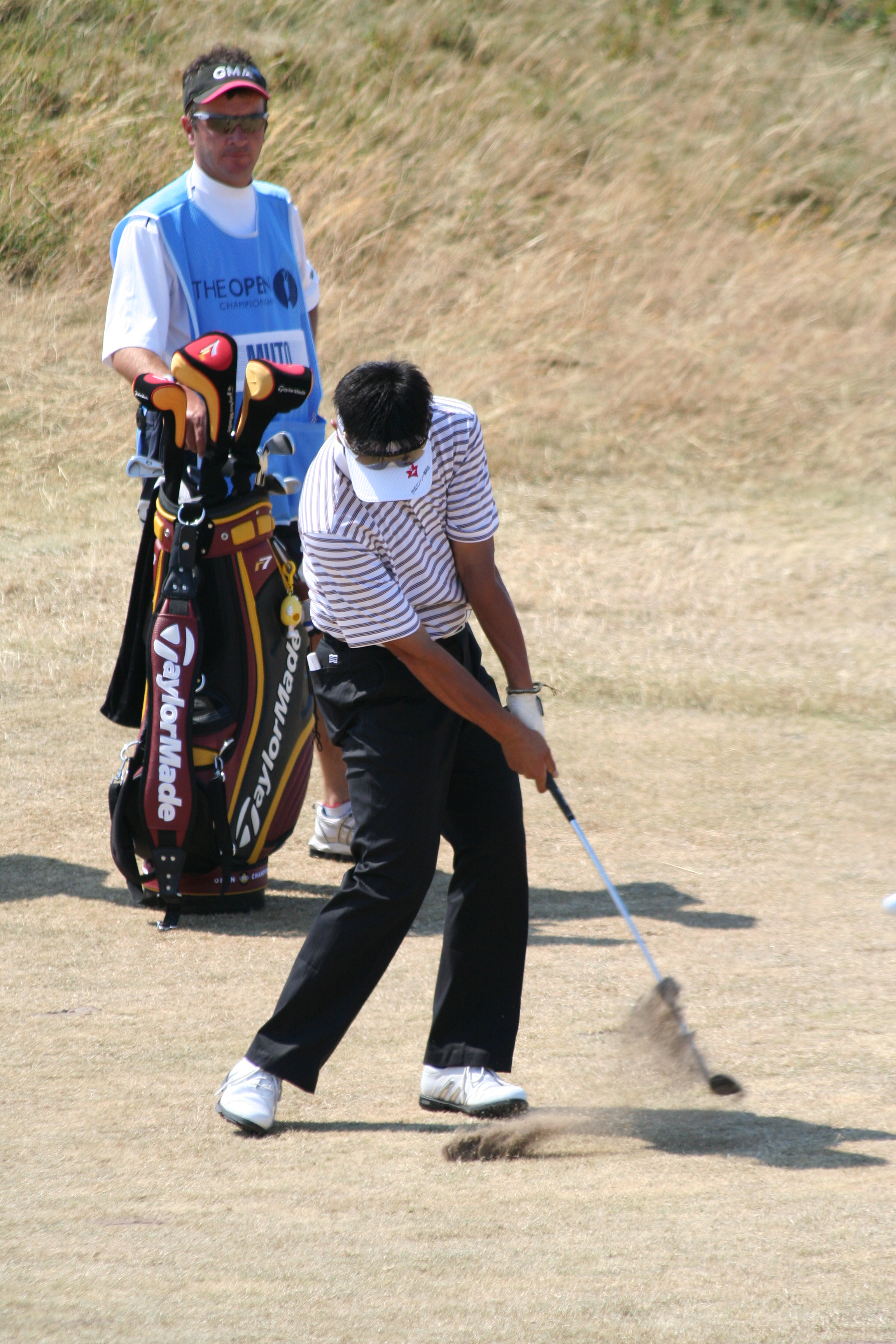
Muto in 2006

Toshinori Muto (Gunma, 10 maart 1978) is een golfprofessional uit Japan. Hij speelt op de Japan Golf Tour en heeft daar vier overwinningen behaald.
In 2012 kwalificeerde hij zich in Azië voor zijn derde deelname aan het Brits Open. 

## Gewonnen

#### Japan Golf Tour
- 2006: Munsingwear Open KSB Cup
- 2008: Coca-Cola Tokai Classic
- 2009: The Championship by Lexus
- 2011: Dunlop Phoenix